# Lineariseren
Lineariseren is het kiezen van een lijn, die een aantal gegeven punten of een functie, zo goed mogelijk benadert. 'Zo goed mogelijk' betekent in de praktijk voor een gegeven aantal punten dat de kleinste-kwadratenmethode wordt gebruikt. Neem een functie {\displaystyle f(x)} en een lineaire benadering {\displaystyle a_{1}x+a_{0}} op het interval {\displaystyle (x_{0},x_{1})}, dan komt lineariseren van een functie neer op het minimaliseren van de volgende integraal:
{\displaystyle \int _{x_{0}}^{x_{1}}(f(x)-a_{1}x-a_{0})^{2}\ {\rm {d}}x}
Een doel van lineariseren kan zijn een niet-lineair systeem binnen een bepaald werkgebied te regelen met behulp van de uitgebreide gereedschappen van de lineaire regeltechniek. Daarnaast wordt lineariseren binnen de data-analyse toegepast om bijvoorbeeld natuurkundige constanten te bepalen.